# Quận VI, Budapest
Quận VI, Budapest là một quận thuộc hạt főváros, Hungary. Quận này có diện tích 2,38 km², dân số năm 2010 là 42686 người, mật độ 17935 người/km².